# Општина Горишница
Општина Горишница (словен. Gorišnica) је једна од општина Подравске регије у држави Словенији. Седиште општине је истоимено насеље Горишница.

## Природне одлике
Рељеф: Општина Горишница налази се у источном делу Словеније, у словеначком делу Штајерске. Јужна граница општине је истовремено и државна граница са Хрватском. Општина јужном половином се простире у источном делу горја Халозе. Северни део се налази у долини реке Драве са обе њене стране.
Клима: У општини влада умерено континентална клима.
Воде: Једини битан водоток на подручју општине је река Драва у њеном северном делу. Остали водотоци су мали и њене су притоке.

## Становништво
Општина Горишница је средње густо насељена.

## Насеља општине
| - Гајевци - Горишница - Загојичи - Замушани - Мала Вас - Мошкањци | - Муретинци - Плацеровци - Тиболци - Формин - Цунковци |  |

## Додатно погледати
- Горишница